# Vianol
I Vianol (talvolta anche Vianoli o Vianello) furono una famiglia patrizia veneziana, annoverata fra le cosiddette Case fatte per soldo.

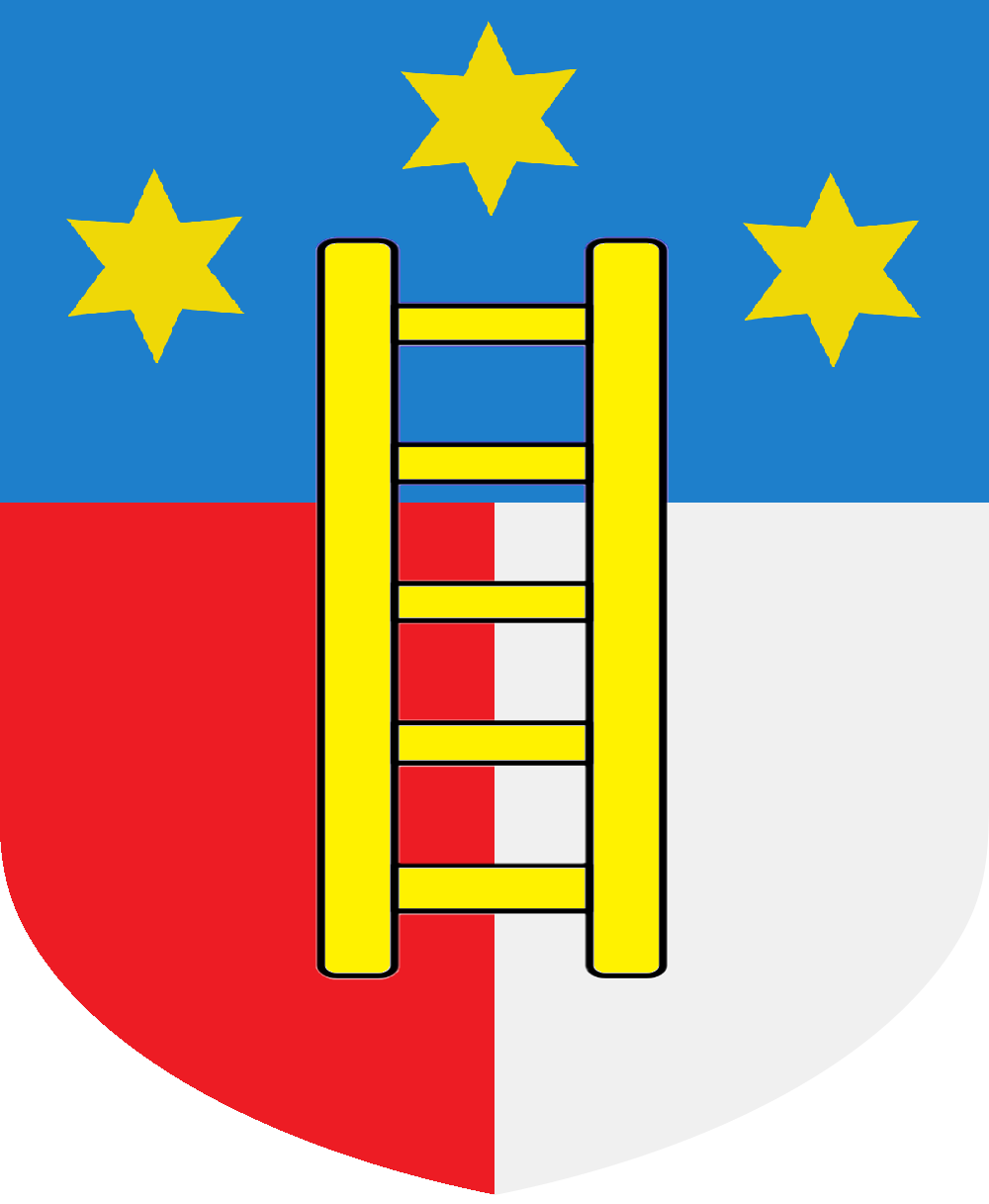
Stemma Vianol-Vianello

## Storia
La tradizione racconta che i Vianol fossero originari di Bergamo.
Per lungo tempo servirono lo Stato nell'ordine della Cancelleria ducale, e, il 12 maggio 1651, un esponente di questa casa, Agostino Vianol, fu nominato Cancellier Grando (la seconda figura più importante nelle gerarchie della Repubblica, dopo quella del doge).
Nel 1658 questa casa fu aggregata al corpo patrizio ed ammessa al Maggior Consiglio, a seguito del versamento dei 100.000 ducati previsti per l'acquisto della nobiltà, e per il sostegno economico garantito in tal maniera alla Serenissima nella guerra che questa stava combattendo contro il Sultano per il controllo della Morea.
Questo casato si estinse probabilmente nel 1707 in un tal Alessandro Maria Vianol; altre fonti suggeriscono invece che la famiglia sia scomparsa tra il 1709 e il 1712. Erede fu la figlia di Alessandro Maria, Elena Vianol, andata in sposa nel 1678 a Federico di Alessandro Renier.

## Membri illustri
- Agostino Vianol (XVII secolo), Augustinus Vianolus politico veneziano, fu Cancellier Grando dal 12 maggio 1651 fino alla sua morte avvenuta nel dicembre 1658;
- Giacomo Vianol († 1691), ecclesiastico figlio di Agostino, fu vescovo di Torcello dal 1673 alla sua morte.